# Jardín Botánico de Bad Schandau

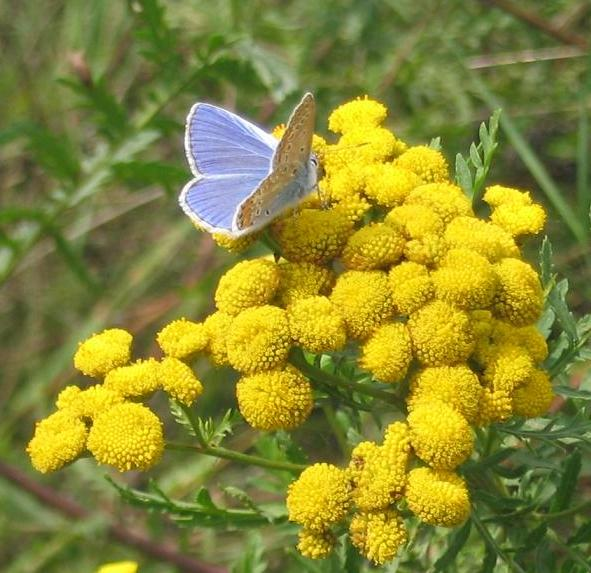
Polyommatus icarus sobre flores de Tanacetum vulgare.

El Jardín Botánico de Bad Schandau en alemán : Pflanzengarten Bad Schandau es un jardín botánico de 6100 m² en Bad Schandau, Alemania. Su código de reconocimiento internacional como institución botánica, así como las siglas de su herbario es BADSC.

## Localización
El jardín botánico se ubica dentro del Parque nacional de la Suiza Sajona en la "Kirnitzschtalstraße", Bad Schandau, Sachsen-Sajonia, Deutschland-Alemania.50°54′6.8394″N 14°11′10.6794″E / 50.901899833, 14.186299833
Se encuentra abierto a diario durante los meses cálidos del año. 

## Historia
El jardín botánico se abrió al público en 1902 como el Regionalbotanischer Garten Sachsens (Jardín Botánico de la Región de Sajonia), con el objetivo marcado de la preservación de la flora local, incluyendo las plantas raras, las venenosas y las plantas medicinales. 

## Colecciones
En el año 2002, el jardín botánico albergaba unos 1000 taxones procedentes de regiones de climas fríos y húmedos de todo el mundo, pero centrándose sobre todo en las plantas de la zona de la Suiza Sajona, incluyendo 323 especie procedentes del área, de las cuales unas 80 especies se encuentran incluidas en la Lista Roja de Sajonia.